# Pione cervina
Pione cervina är en svampdjursart som först beskrevs av Hancock 1849.  Pione cervina ingår i släktet Pione och familjen borrsvampar. Inga underarter finns listade i Catalogue of Life.